# Hambledon (Hampshire)
Hambledon è un villaggio e una parrocchia civile all’interno del territorio della città di Winchester nell'Hampshire, Gran Bretagna, situato a circa 6 km a nord-ovest di Waterlooville e 15 miglia a nord di Portsmouth.
Hambledon è conosciuta come la "Culla del cricket" ("Cradle of Cricket"). Si ritiene che l'Hambledon Club, uno dei più vecchi club di cricket conosciuti, sia stato formato circa nel 1750. Hambledon era il più importante club di cricket dell'Inghilterra da circa il 1765 fino alla formazione dell'MCC (Marylebone Cricket Club) nel 1787.
Il famoso Bat and Ball Inn nell'Hyden Farm Lane, Clanfield, è situato accanto allo storico campo da cricket vicino Broadhalfpenny Down, dove il club di Hambledon a suo tempo giocava. Il moderno campo dell'Hambledon Cricket Club è a Ridge Meadow - a mezzo miglio di distanza.
Hambledon è un villaggio rurale circondato da campi e boschi. Ci sono circa 400 case con un numero di residenti appena inferiore a 1000.
I villaggi più vicini sono Clanfield, Chidden e Denmead.
C'è una scuola, la Hambledon Infant School, che recentemente è stata stimata come "Eccezionale" dalla Ofsted, e una chiesa parrocchiale, di San Pietro e San Paolo.
Il film Creatura del diavolo, una produzione Hammer Films, venne principalmente girato ad Hambledon.
Qui nacque l'esploratore e militare William Lashly.